# Marcus Fleming
John Marcus Fleming (1911 – 3 de fevereiro de 1976) foi um economista britânico. Ele foi o vice-diretor do departamento de pesquisa do Fundo Monetário Internacional (FMI) por muitos anos; ele já era um membro deste departamento, durante o período do economista canadense Robert Mundell. Mais ou menos ao mesmo tempo, Mundell e Fleming apresentaram uma pesquisa similar sobre a estabilização política em economias abertas. Como resultado, os livros de hoje referem-se ao modelo Mundell-Fleming. A contribuição de Mundell, que assume perfeito em vez de imperfeita mobilidade de capitais é, no entanto, considerado mais importante devido a sua profundidade, alcance e poder analítico, e mais aplicável para condições de hoje.
Ele foi educado na Academia Bathgate da Universidade de Edimburgo, o Instituto Universitário de Altos Estudos Internacionais em Genebra, e da Escola de Economia de Londres.